# Rajko Aleksić
Rajko Aleksić (szerb cirill betűkkel: Рајко Алексић) (Szerbcsernye, 1947. február 19. –) Európa-bajnoki ezüstérmes szerb labdarúgó.

## Pályafutása

### A válogatottban
1968-ban 2 alkalommal szerepelt a jugoszláv válogatottban. Részt vett az 1968-as Európa-bajnokságon.

## Sikerei, díjai
FK Vojvodina
- Jugoszláv bajnok (1): 1976–77
- Közép-európai kupa (1): 1977

Jugoszlávia
- Európa-bajnoki döntős (1): 1968